# 船山紘良
船山 紘良（ふなやま ひろよし、1943年（昭和18年）6月 - ）は、日本の指揮者、トロンボーン奏者。陸上自衛官。山形県出身。

## 略歴
武蔵野音楽大学でトロンボーンを専攻。在学中、第35回日本音楽コンクールにおいて、管楽器部門第3位入賞。卒業後、群馬交響楽団に入団し約5年間首席トロンボーン奏者として在籍。1972年（昭和47年）音楽隊長要員として陸上自衛隊に特別採用され指揮者に転向。第13音楽隊長、東部方面音楽隊長、北部方面音楽隊長、中央音楽隊副隊長を経て、1992年（平成4年）8月から1995年（平成7年）8月まで第10代中央音楽隊長（2等陸佐）を最後に退官。1996年（平成8年）3月から1年間、中央音楽隊音楽監督を務めた。